# Gotland

Geologische kaart van Gotland met de Burgsvikformatie in het blauw

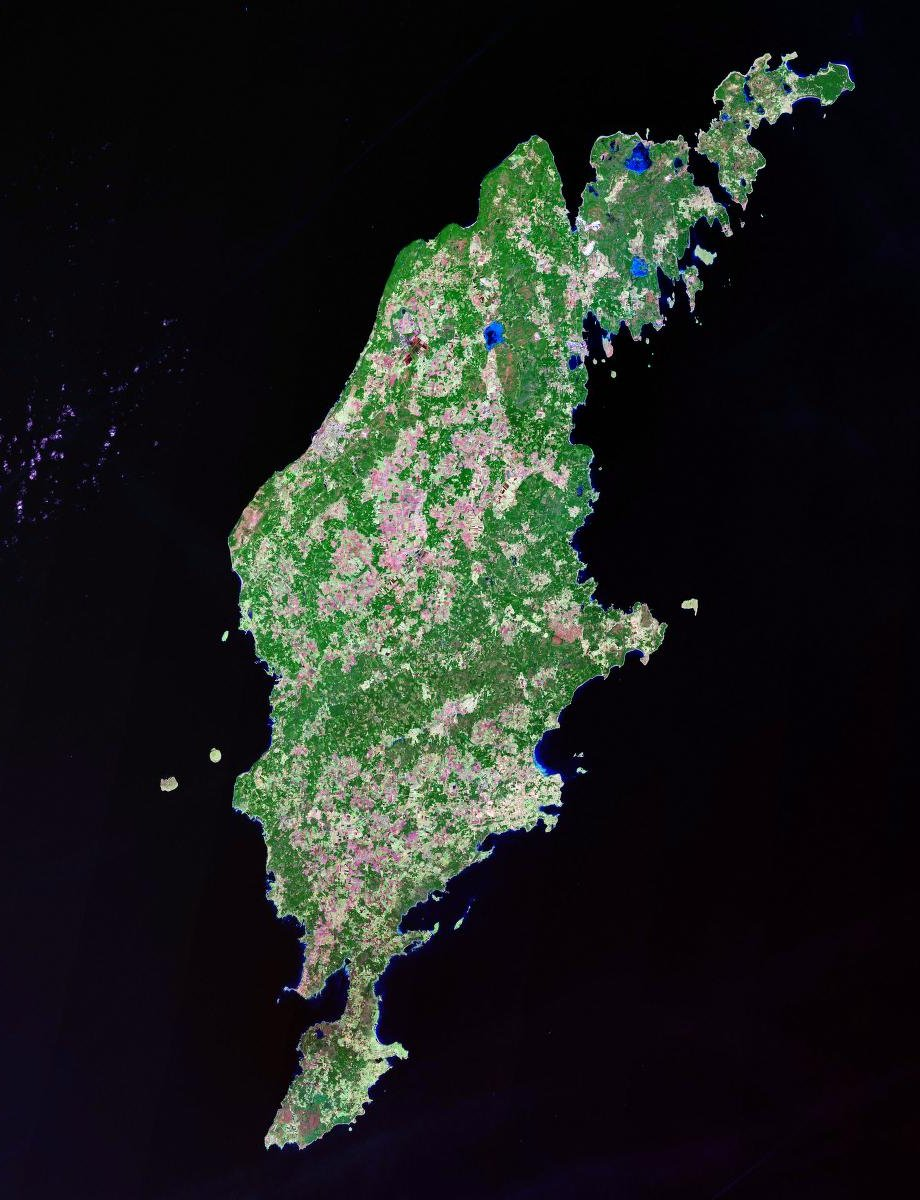
Gotland - Landsat

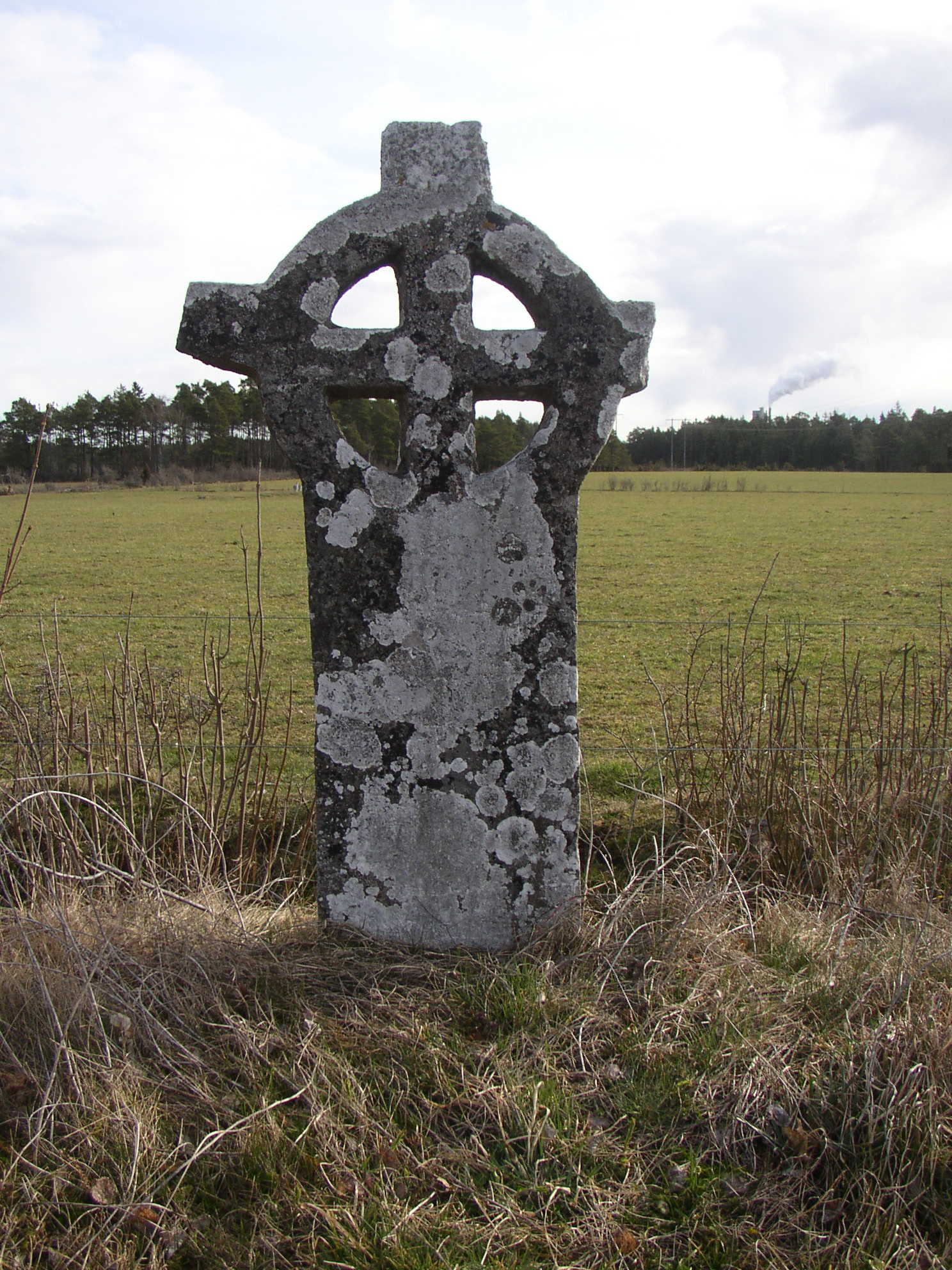
Ringkruis langs de weg in Boge. Overblijfsel uit de tijd van de Vikingen

Onofficiële vlag van het eiland Gotland

Gotland is een Zweeds eiland in de Oostzee met ruim 59.000 inwoners (2019). De grootste plaats op het eiland is Visby, dat ook wel bekendstaat als de rozenstad door de vele rozenstruiken die er groeien. Aan de oostkust van Gotland ligt het havenstadje Slite met een grote cementfabriek. Het eiland vormt samen met een aantal kleinere eilanden, waaronder Fårö, Stora Karlsö, Lilla Karlsö en Gotska Sandön het gelijknamige landschap Gotland, dat op bestuurlijk niveau samenvalt met de gemeente Gotland en de provincie Gotlands län.
Prinses Leonore, de dochter van prinses Madeleine, is hertogin van Gotland.
Gotland staat bekend om de vele burchten, ruïnes, kerken en oude dorpen. Toerisme is de belangrijkste bron van inkomsten op het eiland, maar daarnaast is er ook landbouw, industrie (Cementa in Slite) en dienstverlening (Payex te Visby). Van het zeer oude inheemse paardenras de gotlandpony leeft nog een kleine halfwilde kudde in het bos en heidegebied nabij Lojsta. Vanwege de vele kerken uit de dertiende en veertiende eeuw wordt Gotland wel "het eiland van de honderd kerken" genoemd. Inderdaad heeft elk van de bijna honderd historische parochies op Gotland haar eigen eeuwenoude kerk.

## Geografie
Met een lengte van 125 km en een breedte van 55 km en een oppervlakte van 2994 km² is Gotland het grootste eiland van Zweden en in de Oostzee, na het Deense Seeland. Het eiland heeft een gevarieerde natuur met onder andere naaldbossen, loofbossen stranden, druipsteengrotten en rotsformaties. De grotten bij Lummelunda, ten noorden van Visby, zijn in de zomer toegankelijk voor het publiek. In de loofbossen kan men in de herfst zwarte truffels vinden. Het klimaat op Gotland is mild; het eiland heeft ook meer zonuren dan het vasteland van Zweden. Gotland is vrij plat. Hoogste punt is Follingbohöjden (78 meter boven zeeniveau). Er zijn minder meren dan op het vasteland van Zweden. Bästeträsk, Fardumeträsk en Tingstädeträsk zijn historische meren, terwijl Bogeviken een tot meer geworden baai is. Reden voor dit laatste is de ophoging van Scandinavië sinds de laatste ijstijd vanwege het wegsmelten van de ijskap op de Scandinavische landmassa.

## Geologie
Gotland bestaat uit sedimentair gesteente uit het Siluur, die richting het zuidoosten hellen. De successie bestaat hoofdzakelijk kalksteen en schalie en heeft een stratigrafische dikte van 200 tot 250 m. Het Siluur is het dikst in het zuidoostelijk deel van het eiland. Onder het Siluur bevindt zich een 75 tot 125 m dikke sequentie uit het Ordovicium.
De sedimenten zijn afgezet in een ondiep, warm, marien milieu aan de rand van een paleocontinent in de buurt van de evenaar. De waterdiepte was nooit meer dan 200 meter en het afzettingsmilieu werd na verloop van tijd ondieper naarmate het bekken zich opvulde met biogeen detritus en terrestrisch sediment. De eerste riffen begonnen zich te ontwikkelen gedurende het Llandovery en ze domineren het geologisch archief op Gotland. Er is zandsteen te vinden in de jongste gesteentes in het zuidelijk deel van het eiland, die zandbanken vertegenwoordigen en waarschijnlijk dicht bij de kust zijn afgezet.
Verwering van de kalksteen heeft verschillende karstverschijnselen veroorzaakt. Typisch voor Gotland zijn de zogeheten rauks, steenkolommen aan de kust in vaak ongebruikelijke vormen. Het eiland is ook bekend om de rijkdom aan goed bewaarde fossielen, met name Rugosa koralen en Brachiopoden zijn zeer algemeen. Op verschillende plekken zijn paleo-stacks te zien.

## Geschiedenis
Gotland heeft in de middeleeuwen vanwege zijn strategische ligging in de Oostzee een belangrijke rol gespeeld in de handel en in de politiek van de landen die eromheen liggen. Reeds in de tijd van de Vikingen was het een belangrijk handelscentrum. Archeologische vondsten van talrijke Arabische en Byzantijnse munten getuigen van deze tijd. Het kwam tot bloei ten tijde van de Duitse Hanze rond 1200. Catastrofaal voor Gotland was de inname door de Deense koning Waldemar Atterdag in 1361. Een gebeurtenis die momenteel jaarlijks wordt herdacht is de Medeltidsveckan in augustus. Na 1361 kwam Gotland in verval. In 1394 veroverden piraten, eufemistisch genoemd de Victualiënbroeders, het eiland. De Duitse Orde landde in 1398 met een expeditieleger en verdreef de piraten. In 1409 werd Gotland in een vredesverdrag met de Kalmarunie van Scandinavië verkocht aan koningin Margaretha I van Denemarken. Het was beurtelings onderdeel van Zweden en van Denemarken tot het in 1645 bij de vrede van Brömsebro definitief aan Zweden kwam. Wel werd Gotland nog tweemaal door een vreemde mogendheid bezet. Van 1676 tot 1679 opnieuw door Denemarken. Bij hun vertrek vernietigden de Deense troepen Visborg Slott, een historische vesting bij Visby. In 1808 bezetten Russische troepen enkele weken het eiland tijdens de Finse Oorlog.
In 2005 waren wegens bezuinigingen de laatste militairen teruggetrokken van het eiland. In 2006 hief Zweden het "Gotland-regiment" op omdat het niet meer nodig zou zijn. Maar bij de toenemende spanningen rond Oekraïne besloot de Zweedse regering in 2015 om weer permanent militairen te stationeren op het eiland.

## Verkeer
Gotland is zo'n 200 km ten zuiden van Stockholm gelegen. Er zijn geregelde veerverbindingen vanuit de havenplaats Nynäshamn, ongeveer 60 km ten zuiden van Stockholm, en vanuit Oskarshamn in het zuidoosten van Zweden. Er is verder een veerpont naar het kleinere eiland Fårö; er zijn charterverbindingen naar de kleinere eilandjes die geen permanente bewoning hebben: Stora Karlsö, Lilla Karlsö en Gotska Sandön. (De laatste twee zijn beschermd natuurgebied.)
Gotland is ook per vliegtuig te bereiken. Een aantal kilometer buiten Visby ligt een luchthaven. Twee luchtvaartmaatschappijen die op Gotland vlogen waren Skyways (opgeheven in 2012) en Gotlandsflyg (opgeheven in 2016). Buiten het zomerseizoen wordt alleen op Stockholm gevlogen. Tijdens de zomer ook op andere steden, waaronder Malmö, Göteborg en Hamburg. De afgelopen jaren zijn de vliegprijzen naar Gotland sterk gedaald.
De eerste spoorlijn op Gotland werd in 1878 door koning Oscar II geopend. Dit was wat uiteindelijk de lijn Lärbro-Tingstäde-Visby-Hemse-Burgsvik zou worden. Verder kwamen er spoorlijnen tussen Romakloster en Slite en tussen Romakloster en Hablingbo. Alle sporen op Gotland waren smalspoor (891 mm). Al deze spoorlijnen zijn nu opgeheven. De overblijvende stoomtreinen en andere voorwerpen zijn te bezichtigen in het spoormuseum in Station Hesselby (Dalhem), van waaruit ook een museumlijntje loopt naar Romakloster. Een nieuw onderdeel van dit oude traject is in de zomer van 2007 in gebruik genomen.

## Plaatsen
Visby - Hemse - Slite - Klintehamn - Vibble - Romakloster - Fårösund - Lärbro - Burgsvik - Stånga - Havdhem - Västerhejde - Tingstäde - Väskinde - Roma - Ljugarn - Högklint och Nygårds - När -Gustavsvik och Annelund - Katthammarsvik - Etelhem - Sanda - Sjonhembacke och Haugbro - Dalhem - Tofta strand (södra delen) - Garde - Ronehamn - Tofta strand (norra delen) - Bjärges och Nickarve - Gnisvärd och Smågårde - Valleviken - Själsö - Eskelhem - Kappelshamn - Västergarn -Levide - Lummelunda - Kräklingbo - Klinte - Alva - Hälge - Rone - Ajke och Sudergarda - Träkumla - Hablingbo - Othem - Othemars - Barlingbo - Hägdarve och Dede - Lye - Linde - Hangvar - Gute - Tofta - Brohagen och Lillåkre - Sylfaste - Gothem - Bro - Burs - Sigsarve - Hörsne - Stenkumla - Follingbo - Follingbo (södra delen) - Boge

## Rivieren
De grootste rivieren op het eiland zijn de Gothemsån en de Snoderån.
De andere (vanaf Fårö met de klok mee):

Dämbaån/Hyluån - Hultungsån - Lergravsbäcken - Bångå - Vägumeån - Aner Å/Sjuströmmar -Vikeån - Gothemsån - Storsundsån - Djupån - Skarnviksån - Histillesån - Gartarveån - Halsegårdaån - Lavasån - Svajdeån - Tutenån - Apseån - Nárkån - Halorån - Stockvikenån - Kvarneån - Burgsviksån - Nisseån - Snoderån - Sprogeån - Robbjänsån - Varbosån - Västergarnsån - Fridhemsbäcken - Själsöån - Lummelundaån - Sågvätarbäcken - Lickershamnsbäcken - Ireå - Vasteån - Horsaån/Vallesån - Arån